# Hotel Transylvania - La serie
Hotel Transylvania - La serie (Hotel Transylvania: The Series), inizialmente previsto col titolo Hotel Transylvania: The Television Series, è una serie televisiva animata bidimensionale realizzata in 2D prodotta dalla Sony Pictures Animation e Nelvana Limited, basato sul film d'animazione Hotel Transylvania del 2012. Gli eventi della serie si collocano prima del film originale, concentrandosi sugli anni dell'adolescenza di Mavis e dei suoi amici dell'Hotel Transylvania.
La prima stagione, composta da 26 episodi, è stata trasmessa dal 25 giugno al 13 agosto 2017 su Disney Channel, con i primi episodi pubblicati prima del 20 giugno 2017 su WATCH Disney Channel (l'applicazione del canale), YouTube e video on demand. Il 12 settembre 2018 fu confermata una seconda stagione, trasmessa a partire dall'ottobre 2019.
In Italia è andata in onda dal 23 settembre 2017 su Disney Channel e dal 31 ottobre 2018 su K2, canale 41 del digitale terrestre.

## Trama
Prima dell'arrivo di Johnny all'hotel, Mavis e i suoi amici sono tornati in queste divertenti avventure.

## Episodi
| Stagione         | Episodi | Prima TV USA | Prima TV Italia |
| ---------------- | ------- | ------------ | --------------- |
| Prima stagione   | 26      | 2017-2018    | 2017-2018       |
| Seconda stagione | 26      | 2019-2020    | 2020-2021       |

## DVD
In Italia, Eagle Pictures pubblicherà la serie in DVD sia in italiano che in inglese.

## Corti
Sono stati trasmessi 4 corti visibili sull'app WATCH Disney Channel e sul canale youtube di Disney Channel. Questi sono stati anche trasmessi durante lo stacco pubblicitario su Disney Channel dal 9 giugno 2017.
In Italia i corti sono stati trasmessi dal 20 agosto 2018.
| nº | Titolo originale | Prima TV USA                                |
| -- | ---------------- | ------------------------------------------- |
| 1  | Summer Vacation  | 9 giugno 2017                               |
| 2  | Drac Be Trippin' | 11 giugno 2017                              |
| 3  | Who's the Boss   | 18 giugno 2017                              |
| 4  | Ballad of Mavis  | 24 giugno 2017 (TV) 26 giugno 2017 (online) |

## Personaggi

### Personaggi principali
- Mavis: è la figlia di Dracula e nipotina della zia Lydia. Il suo motto è "Draculantastico!". In originale è doppiata da Bryn McAuley e in italiano da Gea Riva.
- Wendy Blob: è la figlia di Blobby, uno degli amici di Mavis. In originale è doppiato da Evany Rosen e in italiano da Debora Magnaghi.
- Hank N Stein: è il figlio di Frankenstein, uno degli amici di Mavis. In originale è doppiato da Gage Munroe e in italiano da Andrea Oldani.
- Pedro: è il figlio della mummia, uno degli amici di Mavis. In originale è doppiato da Joseph Motiki e in italiano da Massimo Di Benedetto.
- Zia Lydia: è una strega-vampira e baronessa delle tenebre armata di bastone lungo con la palla di cristallo, nonché la zia di Mavis e sorella maggiore di Dracula. Vuole che l'Hotel sia un posto pulito e ordinato e non vuole che Mavis e i suoi amici si divertano anziché lavorare. La sua partner è Diane una gallina parlante. In originale è doppiata da Dan Chameroy e in italiano da Luca Bottale.
- Diane: è una gallina, partner della zia Lydia.
- Dracula: è il padre di Mavis e il fratello della zia Lydia. Fa parte del Consiglio di Vampiri. In originale è doppiato da David Berni e in italiano da Alessandro Zurla.
- Donald e Kitty Cartwright: sono una coppia di sposi che vivono vicino all'Hotel Transylvania. Donald è il classico padre giocherellone, mentre Kitty è la madre che fa di tutto per proteggere chi ama da mostri indesiderati da casa sua. In originale sono doppiati da Linda Kash e in italiano da Beatrice Caggiula e Simone Lupinacci.

A differenza dei film Hotel Transylvania e Hotel Transylvania 2, rispettivamente del 2012 e del 2015, il cast dei doppiatori della serie è totalmente cambiato sia nella versione originale che in quella italiana.